# Elizabeth Sayers
Pour les articles homonymes, voir Sayers.
Elizabeth « Liz » Sayers (née le 11 avril 1963 à Perth) est une joueuse de tennis australienne, professionnelle de 1980 à 1997. Elle est aussi connue sous son nom de femme mariée, Elisabeth Smylie.
20e joueuse mondiale le 14 septembre 1987, elle a remporté trois titres WTA en simple.
Elizabeth Sayers reste avant tout une spécialiste de double dames (5e mondiale le 28 mars 1988, 35 titres).
Associée à Kathy Jordan, elle a gagné le tournoi de Wimbledon en 1985, mettant fin à cette occasion à une série de 109 matchs consécutifs (incluant les huit épreuves du Grand Chelem précédentes) remportés par la paire Martina Navrátilová et Pam Shriver.

## Palmarès

### Titres en simple dames
| No | Date       | Nom et lieu du tournoi                    | Catégorie | Dotation | Surface      | Finaliste    | Score         |          |
| -- | ---------- | ----------------------------------------- | --------- | -------- | ------------ | ------------ | ------------- | -------- |
| 1  | 26-04-1982 | Torneo Citta di Arzachena, Sardaigne      | Series 1  | 50 000 $ | Terre (ext.) | Dana Gilbert | 6-3, 7-6      |          |
| 2  | 19-09-1983 | Ginny of Kansas City, Kansas City         |           | 50 000 $ | Dur (ext.)   | Anne Minter  | 6-3, 6-1      | Parcours |
| 3  | 09-02-1987 | Virginia Slims of Oklahoma, Oklahoma City |           | 75 000 $ | Dur (int.)   | Lori McNeil  | 4-6, 6-3, 7-5 | Parcours |

### Finales en simple dames
| No | Date       | Nom et lieu du tournoi            | Catégorie  | Dotation  | Surface      | Vainqueure         | Score    |          |
| -- | ---------- | --------------------------------- | ---------- | --------- | ------------ | ------------------ | -------- | -------- |
| 1  | 01-06-1982 | Kent Championships, Beckenham     |            | NC        | Gazon (ext.) | Pam Shriver        | 6-3, 6-2 | Parcours |
| 2  | 12-11-1984 | National Panasonic Open, Brisbane | VS Tour C1 | 150 000 $ | Gazon (ext.) | Helena Suková      | 6-4, 6-4 | Parcours |
| 3  | 17-04-1989 | Suntory Japan Open, Tokyo         | Tier V     | 100 000 $ | Dur (ext.)   | Kumiko Okamoto     | 6-4, 6-2 | Parcours |
| 4  | 09-04-1990 | Suntory Japan Open, Tokyo         | Tier IV    | 150 000 $ | Dur (ext.)   | Catarina Lindqvist | 6-3, 6-2 | Parcours |

### Titres en double dames
| No | Date       | Nom et lieu du tournoi                              | Catégorie | Dotation    | Surface         | Partenaire          | Finalistes                           | Score         |          |
| -- | ---------- | --------------------------------------------------- | --------- | ----------- | --------------- | ------------------- | ------------------------------------ | ------------- | -------- |
| 1  | 21-02-1983 | Ginny of Ridgewood Ridgewood                        |           | 50 000 $    | Moquette (int.) | Beverly Mould       | Rosalyn Fairbank Susan Leo           | 7-6, 4-6, 7-5 | Parcours |
| 2  | 19-09-1983 | Ginny of Kansas City Kansas City                    |           | 50 000 $    | Dur (ext.)      | Sandy Collins       | Chris O'Neil Brenda Remilton         | 7-5, 7-6      | Parcours |
| 3  | 20-08-1984 | Player’s Canadian Open Montréal                     |           | 200 000 $   | Dur (ext.)      | Kathy Jordan        | Claudia Kohde-Kilsch Hana Mandlíková | 6-1, 6-2      | Parcours |
| 4  | 17-09-1984 | Maybelline Classic Fort Lauderdale                  |           | 150 000 $   | Dur (ext.)      | Martina Navrátilová | Barbara Potter Sharon Walsh          | 2-6, 6-2, 6-3 | Parcours |
| 5  | 08-10-1984 | Florida Federal Open Tampa                          |           | 150 000 $   | Dur (ext.)      | Carling Bassett     | Mary Lou Piatek Wendy White          | 6-4, 6-3      | Parcours |
| 6  | 21-01-1985 | Virginia Slims of Florida Key Biscayne              |           | 150 000 $   | Dur (ext.)      | Kathy Jordan        | Svetlana Cherneva Larisa Savchenko   | 6-4, 7-6      | Parcours |
| 7  | 28-01-1985 | BMW Championships Marco Island                      |           | 100 000 $   | Dur (ext.)      | Kathy Jordan        | Camille Benjamin Bonnie Gadusek      | 6-3, 6-3      | Parcours |
| 8  | 05-04-1985 | Bridgestone Doubles Tokyo                           |           | 175 000 $   | Moquette (int.) | Kathy Jordan        | Betsy Nagelsen Anne White            | 4-6, 7-5, 6-2 | Parcours |
| 9  | 06-05-1985 | Australian Indoors Sydney                           |           | 200 000 $   | Dur (int.)      | Pam Shriver         | Barbara Potter Sharon Walsh-Pete     | 7-5, 7-5      | Parcours |
| 10 | 13-05-1985 | Melbourne Indoors Melbourne                         |           | 75 000 $    | Moquette (int.) | Pam Shriver         | Anne Hobbs Kathy Jordan              | 6-2, 5-7, 6-1 | Parcours |
| 11 | 24-06-1985 | The Championships Wimbledon                         | G. Chelem | 900 000 $   | Gazon (ext.)    | Kathy Jordan        | Martina Navrátilová Pam Shriver      | 5-7, 6-3, 6-4 | Parcours |
| 12 | 12-08-1985 | United Jersey Bank Classic Mahwah                   |           | 150 000 $   | Dur (ext.)      | Kathy Jordan        | Claudia Kohde-Kilsch Helena Suková   | 7-6, 6-3      | Parcours |
| 13 | 16-09-1985 | Virginia Slims of Chicago Chicago                   |           | 150 000 $   | Moquette (int.) | Kathy Jordan        | Elise Burgin Joanne Russell          | 6-2, 6-2      | Parcours |
| 14 | 27-01-1986 | Virginia Slims of Florida Key Biscayne              |           | 250 000 $   | Dur (ext.)      | Kathy Jordan        | Betsy Nagelsen Barbara Potter        | 7-6, 2-6, 6-2 | Parcours |
| 15 | 03-03-1986 | US Indoors Princeton                                |           | 150 000 $   | Moquette (int.) | Kathy Jordan        | Hana Mandlíková Helena Suková        | 6-3, 7-5      | Parcours |
| 16 | 18-08-1986 | United Jersey Bank Classic Mahwah                   |           | 150 000 $   | Dur (ext.)      | Betsy Nagelsen      | Steffi Graf Helena Suková            | 7-6, 6-3      | Parcours |
| 17 | 05-01-1987 | Family Circle Open Sydney                           |           | 150 000 $   | Gazon (ext.)    | Betsy Nagelsen      | Jenny Byrne Janine Thompson          | 6-7, 7-5, 6-1 | Parcours |
| 18 | 18-05-1987 | European Open Genève                                |           | 100 000 $   | Terre (ext.)    | Betsy Nagelsen      | Laura Arraya Catherine Tanvier       | 4-6, 6-4, 6-3 | Parcours |
| 19 | 13-06-1988 | Pilkington Glass Championships Eastbourne           | Tier III  | 250 000 $   | Gazon (ext.)    | Eva Pfaff           | Belinda Cordwell Dinky Van Rensburg  | 6-3, 7-6      | Parcours |
| 20 | 06-02-1989 | Fernleaf Classic Wellington                         | Tier V    | 50 000 $    | Dur (ext.)      | Janine Thompson     | Tracey Morton-Rodgers Heidi Sprung   | 7-6, 6-1      | Parcours |
| 21 | 10-04-1989 | DHL Open Singapour                                  | Tier V    | 75 000 $    | Dur (ext.)      | Belinda Cordwell    | Ann Henricksson Beth Herr            | 6-7, 6-2, 6-1 | Parcours |
| 22 | 17-04-1989 | Suntory Japan Open Tokyo                            | Tier V    | 100 000 $   | Dur (ext.)      | Jill Hetherington   | Ann Henricksson Beth Herr            | 6-1, 6-3      | Parcours |
| 23 | 08-05-1989 | Italian Open Rome                                   | Tier II   | 300 000 $   | Terre (ext.)    | Janine Thompson     | Manon Bollegraf Mercedes Paz         | 6-4, 6-3      | Parcours |
| 24 | 15-05-1989 | Lufthansa Cup Berlin                                | Tier I    | 300 000 $   | Terre (ext.)    | Janine Thompson     | Lise Gregory Gretchen Rush           | 5-7, 6-3, 6-2 | Parcours |
| 25 | 29-01-1990 | Toray Pan Pacific Open Tokyo                        | Tier II   | 350 000 $   | Moquette (int.) | Gigi Fernández      | Jo-Anne Faull Rachel McQuillan       | 6-2, 6-2      | Parcours |
| 26 | 26-03-1990 | US Hard Court Championships San Antonio             | Tier III  | 225 000 $   | Dur (ext.)      | Kathy Jordan        | Gigi Fernández Robin White           | 7-5, 7-5      | Parcours |
| 27 | 09-04-1990 | Suntory Japan Open Tokyo                            | Tier IV   | 150 000 $   | Dur (ext.)      | Kathy Jordan        | Hu Na Michelle Jaggard               | 6-0, 3-6, 6-1 | Parcours |
| 28 | 12-11-1990 | Virginia Slims Championships New York               | Masters   | 3 000 000 $ | Moquette (int.) | Kathy Jordan        | Mercedes Paz Arantxa Sánchez         | 7-6, 6-4      | Parcours |
| 29 | 28-01-1991 | Pan Pacific Open Tokyo                              | Tier II   | 350 000 $   | Moquette (int.) | Kathy Jordan        | Mary Joe Fernández Robin White       | 4-6, 6-0, 6-3 | Parcours |
| 30 | 20-05-1991 | Geneva European Open Genève                         | Tier IV   | 150 000 $   | Terre (ext.)    | Nicole Provis       | Cathy Caverzasio Manuela Maleeva     | 6-1, 6-2      | Parcours |
| 31 | 10-06-1991 | Dow Classic Birmingham                              | Tier IV   | 150 000 $   | Gazon (ext.)    | Nicole Provis       | Sandy Collins Elna Reinach           | 6-3, 6-4      | Parcours |
| 32 | 11-01-1993 | Peters NSW Open Sydney                              | Tier II   | 275 000 $   | Dur (ext.)      | Pam Shriver         | Lori McNeil Rennae Stubbs            | 7-6, 6-2      | Parcours |
| 33 | 26-07-1993 | Acura US Hard Court Championships Stratton Mountain | Tier II   | 375 000 $   | Dur (ext.)      | Helena Suková       | Manuela Maleeva Mercedes Paz         | 6-1, 6-2      | Parcours |
| 34 | 31-01-1994 | Toray Pan Pacific Open Tokyo                        | Tier I    | 750 000 $   | Moquette (int.) | Pam Shriver         | Manon Bollegraf Martina Navrátilová  | 6-3, 3-6, 7-6 | Parcours |
| 35 | 25-07-1994 | Acura US Hard Court Championships Stratton Mountain | Tier II   | 400 000 $   | Dur (ext.)      | Pam Shriver         | Conchita Martínez Arantxa Sánchez    | 7-6, 2-6, 7-5 | Parcours |
| 36 | 10-06-1996 | DFS Classic Birmingham                              | Tier III  | 164 250 $   | Gazon (ext.)    | Linda Wild          | Lori McNeil Nathalie Tauziat         | 6-3, 3-6, 6-1 | Parcours |

### Finales en double dames
| No | Date       | Nom et lieu du tournoi                       | Catégorie   | Dotation    | Surface         | Vainqueures                            | Partenaire        | Score         |          |
| -- | ---------- | -------------------------------------------- | ----------- | ----------- | --------------- | -------------------------------------- | ----------------- | ------------- | -------- |
| 1  | 12-10-1981 | Borden Classic Kyoto                         |             | 50 000 $    | Dur (ext.)      | Marianne van der Torre Nanette Schutte | Kim Steinmetz     | 6-2, 6-4      | Parcours |
| 2  | 06-06-1983 | Edgbaston Cup Birmingham                     |             | 100 000 $   | Gazon (ext.)    | Billie Jean King Sharon Walsh          | Beverly Mould     | 6-2, 6-4      | Parcours |
| 3  | 11-07-1983 | Virginia Slims Hall of Fame Newport (RI)     |             | 100 000 $   | Gazon (ext.)    | Barbara Potter Pam Shriver             | Barbara Jordan    | 6-3, 6-1      | Parcours |
| 4  | 30-01-1984 | Ginny of Indianapolis Indianapolis           | VS Tour C1+ | 50 000 $    | Moquette (int.) | Cláudia Monteiro Yvonne Vermaak        | Beverly Mould     | 6-7, 6-4, 7-5 | Parcours |
| 5  | 05-03-1984 | Bridgestone Doubles Tokyo                    |             | 175 000 $   | Moquette (int.) | Ann Kiyomura Pam Shriver               | Barbara Jordan    | 6-3, 6-7, 6-3 | Parcours |
| 6  | 19-03-1984 | Virginia Slims of Dallas Dallas              | VS Tour C3  | 150 000 $   | Moquette (int.) | Leslie Allen Anne White                | Sandy Collins     | 6-4, 5-7, 6-2 | Parcours |
| 7  | 11-06-1984 | Edgbaston Cup Birmingham                     | VS Tour C2  | 125 000 $   | Gazon (ext.)    | Leslie Allen Anne White                | Barbara Jordan    | 7-5, 6-3      | Parcours |
| 8  | 10-12-1984 | Pan Pacific Open Tokyo                       | VS Tour C4  | 250 000 $   | Moquette (int.) | Claudia Kohde-Kilsch Helena Suková     | Catherine Tanvier | 6-4, 6-1      | Parcours |
| 9  | 04-03-1985 | US Indoors Princeton                         |             | 150 000 $   | Moquette (int.) | Martina Navrátilová Pam Shriver        | Marcella Mesker   | 7-5, 6-2      | Parcours |
| 10 | 17-06-1985 | Pilkington Glass Championships Eastbourne    |             | 175 000 $   | Gazon (ext.)    | Martina Navrátilová Pam Shriver        | Kathy Jordan      | 7-5, 6-4      | Parcours |
| 11 | 15-07-1985 | Virginia Slims of Newport Newport (RI)       |             | 150 000 $   | Gazon (ext.)    | Chris Evert Wendy Turnbull             | Pam Shriver       | 6-4, 7-6      | Parcours |
| 12 | 09-12-1985 | Pan Pacific Open Tokyo                       |             | 250 000 $   | Moquette (int.) | Claudia Kohde-Kilsch Helena Suková     | Marcella Mesker   | 6-0, 6-4      | Parcours |
| 13 | 28-03-1986 | Bridgestone Doubles Nashville                |             | 175 000 $   | Moquette (int.) | Barbara Potter Pam Shriver             | Kathy Jordan      | 6-4, 6-3      | Parcours |
| 14 | 09-06-1986 | Edgbaston Cup Birmingham                     |             | 125 000 $   | Gazon (ext.)    | Elise Burgin Rosalyn Fairbank          | Wendy Turnbull    | 6-2, 6-4      | Parcours |
| 15 | 29-12-1986 | Jason 2000 Classic Brisbane                  |             | 150 000 $   | Gazon (ext.)    | Hana Mandlíková Wendy Turnbull         | Betsy Nagelsen    | 6-4, 6-3      | Parcours |
| 16 | 23-03-1987 | US Indoors Piscataway                        |             | 150 000 $   | Moquette (int.) | Gigi Fernández Lori McNeil             | Betsy Nagelsen    | 6-1, 6-4      | Parcours |
| 17 | 15-06-1987 | Pilkington Glass Championships Eastbourne    |             | 200 000 $   | Gazon (ext.)    | Svetlana Cherneva Larisa Savchenko     | Rosalyn Fairbank  | 7-6, 4-6, 7-5 | Parcours |
| 18 | 22-06-1987 | The Championships Wimbledon                  | G. Chelem   | 1 354 530 $ | Gazon (ext.)    | Claudia Kohde-Kilsch Helena Suková     | Betsy Nagelsen    | 7-5, 7-5      | Parcours |
| 19 | 24-08-1987 | United Jersey Bank Classic Mahwah            |             | 150 000 $   | Dur (ext.)      | Gigi Fernández Lori McNeil             | Anne Hobbs        | 6-3, 6-2      | Parcours |
| 20 | 31-08-1987 | US Open Flushing Meadows                     | G. Chelem   | 1 757 958 $ | Dur (ext.)      | Martina Navrátilová Pam Shriver        | Kathy Jordan      | 5-7, 6-4, 6-2 | Parcours |
| 21 | 09-01-1989 | New South Wales Open Sydney                  | Tier IV     | 200 000 $   | Dur (ext.)      | Martina Navrátilová Pam Shriver        | Wendy Turnbull    | 6-3, 6-3      | Parcours |
| 22 | 30-01-1989 | Nutri-Metics Auckland                        | Tier V      | 75 000 $    | Dur (ext.)      | Patty Fendick Jill Hetherington        | Janine Thompson   | 6-4, 6-4      | Parcours |
| 23 | 27-02-1989 | Virginia Slims of Oklahoma Oklahoma City     | Tier V      | 100 000 $   | Dur (int.)      | Lori McNeil Betsy Nagelsen             | Elise Burgin      | Forfait       | Parcours |
| 24 | 17-07-1989 | Virginia Slims of Newport Newport (RI)       | Tier IV     | 200 000 $   | Gazon (ext.)    | Gigi Fernández Lori McNeil             | Wendy Turnbull    | 6-3, 6-7, 7-5 | Parcours |
| 25 | 15-09-1989 | VS International Doubles Championships Tokyo |             | 175 000 $   | Moquette (int.) | Gigi Fernández Robin White             | Wendy Turnbull    | 6-2, 6-2      | Parcours |
| 26 | 21-05-1990 | Internationaux de Strasbourg Strasbourg      | Tier IV     | 150 000 $   | Terre (ext.)    | Nicole Provis Elna Reinach             | Kathy Jordan      | 6-1, 6-4      | Parcours |
| 27 | 25-06-1990 | The Championships Wimbledon                  | G. Chelem   | 2 561 585 $ | Gazon (ext.)    | Jana Novotná Helena Suková             | Kathy Jordan      | 6-3, 6-4      | Parcours |
| 28 | 18-01-1993 | Ford Australian Open Melbourne               | G. Chelem   | 2 400 000 $ | Dur (ext.)      | Gigi Fernández Natasha Zvereva         | Pam Shriver       | 6-4, 6-3      | Parcours |
| 29 | 07-06-1993 | DFS Classic Birmingham                       | Tier III    | 150 000 $   | Gazon (ext.)    | Lori McNeil Martina Navrátilová        | Pam Shriver       | 6-3, 6-4      | Parcours |
| 30 | 02-08-1993 | Mazda Tennis Classic San Diego               | Tier II     | 375 000 $   | Dur (ext.)      | Gigi Fernández Helena Suková           | Pam Shriver       | 6-4, 6-3      | Parcours |
| 31 | 07-02-1994 | Asian Tennis Open Osaka                      | Tier III    | 150 000 $   | Moquette (int.) | Larisa Neiland Rennae Stubbs           | Pam Shriver       | 6-4, 6-7, 7-5 | Parcours |
| 32 | 15-08-1994 | Matinee Ltd. - Canadian Open Montréal        | Tier I      | 750 000 $   | Dur (ext.)      | Meredith McGrath Arantxa Sánchez       | Pam Shriver       | 2-6, 6-2, 6-4 | Parcours |
| 33 | 22-08-1994 | OTB International Schenectady                | Tier III    | 150 000 $   | Dur (ext.)      | Meredith McGrath Larisa Neiland        | Pam Shriver       | 6-2, 6-2      | Parcours |

### Titres en double mixte
| No | Date       | Nom et lieu du tournoi      | Catégorie | Dotation    | Surface      | Partenaire      | Finalistes                  | Score         |          |
| -- | ---------- | --------------------------- | --------- | ----------- | ------------ | --------------- | --------------------------- | ------------- | -------- |
| 1  | 29-08-1983 | US Open Flushing Meadows    | G. Chelem | 850 000 $   | Dur (ext.)   | John Fitzgerald | Barbara Potter Ferdi Taygan | 3-6, 6-3, 6-4 | Parcours |
| 2  | 27-08-1990 | US Open Flushing Meadows    | G. Chelem | 2 707 250 $ | Dur (ext.)   | Todd Woodbridge | Natasha Zvereva Jim Pugh    | 6-4, 6-2      | Parcours |
| 3  | 24-06-1991 | The Championships Wimbledon | G. Chelem | 2 728 856 $ | Gazon (ext.) | John Fitzgerald | Natasha Zvereva Jim Pugh    | 7-64, 6-2     | Parcours |

### Finales en double mixte
| No | Date       | Nom et lieu du tournoi      | Catégorie | Dotation    | Surface      | Vainqueures                         | Partenaire      | Score         |          |
| -- | ---------- | --------------------------- | --------- | ----------- | ------------ | ----------------------------------- | --------------- | ------------- | -------- |
| 1  | 27-08-1984 | US Open Flushing Meadows    | G. Chelem | 1 100 000 $ | Dur (ext.)   | Manuela Maleeva Tom Gullikson       | John Fitzgerald | 2-6, 7-5, 6-4 | Parcours |
| 2  | 24-06-1985 | The Championships Wimbledon | G. Chelem | 900 000 $   | Gazon (ext.) | Martina Navrátilová Paul McNamee    | John Fitzgerald | 7-5, 4-6, 6-2 | Parcours |
| 3  | 26-08-1985 | US Open Flushing Meadows    | G. Chelem | 1 250 000 $ | Dur (ext.)   | Martina Navrátilová Heinz Günthardt | John Fitzgerald | 6-3, 6-4      | Parcours |
| 4  | 29-08-1988 | US Open Flushing Meadows    | G. Chelem | 1 937 333 $ | Dur (ext.)   | Jana Novotná Jim Pugh               | Patrick McEnroe | 7-5, 6-3      | Parcours |
| 5  | 25-06-1990 | The Championships Wimbledon | G. Chelem | 2 561 585 $ | Gazon (ext.) | Zina Garrison Rick Leach            | John Fitzgerald | 7-5, 6-2      | Parcours |

## Parcours en Grand Chelem

### En simple dames
| Année | Open d'Australie (janvier) | Open d'Australie (janvier) | Internationaux de France | Internationaux de France | Wimbledon       | Wimbledon            | US Open         | US Open          | Open d'Australie (décembre) | Open d'Australie (décembre) |
| ----- | -------------------------- | -------------------------- | ------------------------ | ------------------------ | --------------- | -------------------- | --------------- | ---------------- | --------------------------- | --------------------------- |
| 1980  | n/a                        | n/a                        | -                        | -                        | -               | -                    | -               | -                | 1er tour (1/32)             | Marie Neumanova             |
| 1981  | n/a                        | n/a                        | -                        | -                        | 2e tour (1/32)  | Sharon Walsh         | 1er tour (1/64) | Jody Appelbaum   | -                           | -                           |
| 1982  | n/a                        | n/a                        | -                        | -                        | 1er tour (1/64) | Eva Pfaff            | -               | -                | 1er tour (1/32)             | Andrea Leand                |
| 1983  | n/a                        | n/a                        | 2e tour (1/32)           | Kathy Rinaldi            | 1er tour (1/64) | Billie Jean King     | 1er tour (1/64) | Laura Bernstein  | 2e tour (1/16)              | Martina Navrátilová         |
| 1984  | n/a                        | n/a                        | 1er tour (1/64)          | Etsuko Inoue             | 4e tour (1/8)   | Martina Navrátilová  | 1er tour (1/64) | Carling Bassett  | 1er tour (1/32)             | Sylvia Hanika               |
| 1985  | n/a                        | n/a                        | -                        | -                        | 4e tour (1/8)   | Kathy Rinaldi        | 1er tour (1/64) | Amy Holton       | 2e tour (1/16)              | Wendy Turnbull              |
| 1986  | n/a                        | n/a                        | 1er tour (1/64)          | Louise Field             | 3e tour (1/16)  | Manuela Maleeva      | 2e tour (1/32)  | Bonnie Gadusek   | n/a                         | n/a                         |
| 1987  | 1/4 de finale              | Claudia Kohde-Kilsch       | 1er tour (1/64)          | Judith Wiesner           | 3e tour (1/16)  | Claudia Kohde-Kilsch | 2e tour (1/32)  | Natasha Zvereva  | n/a                         | n/a                         |
| 1988  | 1er tour (1/64)            | Heather Ludloff            | -                        | -                        | 1er tour (1/64) | Julie Salmon         | -               | -                | n/a                         | n/a                         |
| 1989  | 1er tour (1/64)            | Louise Field               | 1er tour (1/64)          | Manuela Maleeva          | 3e tour (1/16)  | Rosalyn Fairbank     | 2e tour (1/32)  | Patty Fendick    | n/a                         | n/a                         |
| 1990  | 3e tour (1/16)             | Barbara Paulus             | 1er tour (1/64)          | Nicole Provis            | 1er tour (1/64) | Gretchen Rush        | 1er tour (1/64) | Barbara Paulus   | n/a                         | n/a                         |
| 1991  | 3e tour (1/16)             | Karina Habšudová           | 1er tour (1/64)          | Bettina Fulco            | 3e tour (1/16)  | Catarina Lindqvist   | 1er tour (1/64) | Kristin Godridge | n/a                         | n/a                         |
| 1993  | 1er tour (1/64)            | Meike Babel                | 1er tour (1/64)          | Christína Papadáki       | 2e tour (1/32)  | Jennifer Capriati    | 1er tour (1/64) | Natasha Zvereva  | n/a                         | n/a                         |
| 1994  | 1er tour (1/64)            | Amy Frazier                | -                        | -                        | 1er tour (1/64) | Kristie Boogert      | -               | -                | n/a                         | n/a                         |

À droite du résultat, l’ultime adversaire.

### En double dames
| Année | Open d'Australie (janvier)  | Open d'Australie (janvier) | Internationaux de France     | Internationaux de France   | Wimbledon                     | Wimbledon                  | US Open                      | US Open                    | Open d'Australie (décembre)   | Open d'Australie (décembre) |
| ----- | --------------------------- | -------------------------- | ---------------------------- | -------------------------- | ----------------------------- | -------------------------- | ---------------------------- | -------------------------- | ----------------------------- | --------------------------- |
| 1980  | n/a                         | n/a                        | -                            | -                          | -                             | -                          | -                            | -                          | 1/4 de finale Linda Cassell   | Ann Kiyomura C. Reynolds    |
| 1981  | n/a                         | n/a                        | -                            | -                          | -                             | -                          | 1er tour (1/32) Anne Minter  | Rosie Casals W. Turnbull   | 2e tour (1/8) Amanda Tobin    | Rosie Casals W. Turnbull    |
| 1982  | n/a                         | n/a                        | 3e tour (1/8) Amanda Tobin   | I. Madruga C. Tanvier      | 1er tour (1/32) Amanda Tobin  | Kim Jones Beth Norton      | 2e tour (1/16) Beth Norton   | Rosie Casals W. Turnbull   | 1er tour (1/16) D. Fromholtz  | C. Reynolds Paula Smith     |
| 1983  | n/a                         | n/a                        | 2e tour (1/16) Beverly Mould | I. Madruga C. Tanvier      | 1er tour (1/32) Beverly Mould | Andrea Leand M. L. Piatek  | 3e tour (1/8) Leslie Allen   | Rosie Casals W. Turnbull   | 2e tour (1/8) B. Jordan       | Navrátilová Pam Shriver     |
| 1984  | n/a                         | n/a                        | 1/2 finale B. Jordan         | Kohde-Kilsch H. Mandlíková | 2e tour (1/16) B. Jordan      | Chris Evert C. Tanvier     | 3e tour (1/8) Kathy Jordan   | Chris Evert B. J. King     | 1er tour (1/16) Beverly Mould | Henricksson Robin White     |
| 1985  | n/a                         | n/a                        | -                            | -                          | Victoire Kathy Jordan         | Navrátilová Pam Shriver    | 2e tour (1/16) Kathy Jordan  | Laura Arraya Amy Holton    | 2e tour (1/8) Elise Burgin    | M. Mesker P. Paradis        |
| 1986  | n/a                         | n/a                        | -                            | -                          | 1/4 de finale C. Tanvier      | Navrátilová Pam Shriver    | 1/4 de finale Kathy Jordan   | Navrátilová Pam Shriver    | n/a                           | n/a                         |
| 1987  | 1er tour (1/16) B. Nagelsen | C. Porwik M. Schropp       | 1/4 de finale B. Nagelsen    | Jenny Byrne Kathy Rinaldi  | Finale B. Nagelsen            | Kohde-Kilsch Helena Suková | Finale Kathy Jordan          | Navrátilová Pam Shriver    | n/a                           | n/a                         |
| 1988  | 1/2 finale Steffi Graf      | Navrátilová Pam Shriver    | -                            | -                          | 1/4 de finale Eva Pfaff       | Steffi Graf G. Sabatini    | 1er tour (1/32) Eva Pfaff    | R. Fairbank S. Rehe        | n/a                           | n/a                         |
| 1989  | 1/4 de finale W. Turnbull   | Navrátilová Pam Shriver    | 1er tour (1/32) Jenny Byrne  | Silvia La B. Romano        | 3e tour (1/8) W. Turnbull     | B. Schultz A. Temesvári    | 2e tour (1/16) W. Turnbull   | Nicole Provis Elna Reinach | n/a                           | n/a                         |
| 1990  | 3e tour (1/8) Kathy Jordan  | Jo-Anne Faull R. McQuillan | 2e tour (1/16) Kathy Jordan  | G. Castro C. Martínez      | Finale Kathy Jordan           | Jana Novotná Helena Suková | 1/2 finale Kathy Jordan      | G. Fernández Navrátilová   | n/a                           | n/a                         |
| 1991  | 1/4 de finale Kathy Jordan  | Monica Seles Anne Smith    | 2e tour (1/16) Nicole Provis | Tracey Morton Clare Wood   | 3e tour (1/8) Nicole Provis   | Katrina Adams M. Bollegraf | 2e tour (1/16) Nicole Provis | Yayuk Basuki Jo Durie      | n/a                           | n/a                         |
| 1992  | -                           | -                          | -                            | -                          | 1er tour (1/32) Nicole Provis | H. Ludloff C. Martínez     | 2e tour (1/16) Robin White   | R. Fairbank Gretchen Rush  | n/a                           | n/a                         |
| 1993  | Finale Pam Shriver          | G. Fernández N. Zvereva    | 2e tour (1/16) Pam Shriver   | S. Cecchini P. Tarabini    | 1/2 finale Pam Shriver        | L. Neiland Jana Novotná    | 3e tour (1/8) Pam Shriver    | S. Cecchini P. Tarabini    | n/a                           | n/a                         |
| 1994  | 1/2 finale Pam Shriver      | G. Fernández N. Zvereva    | 2e tour (1/16) Pam Shriver   | E. Maniokova Leila Meskhi  | 1/4 de finale Pam Shriver     | Jana Novotná A. Sánchez    | 3e tour (1/8) Pam Shriver    | K. Maleeva Robin White     | n/a                           | n/a                         |
| 1996  | 1er tour (1/32) Pam Shriver | A. Coetzer M. de Swardt    | 3e tour (1/8) Linda Wild     | M. Hingis Helena Suková    | 1/2 finale Linda Wild         | M. Hingis Helena Suková    | 1er tour (1/32) Linda Wild   | A. Lettiere C. Morariu     | n/a                           | n/a                         |
| 1997  | 1er tour (1/32) Pam Shriver | R. Dragomir Silvia Farina  | -                            | -                          | 1er tour (1/32) Pam Shriver   | A. Kournikova Likhovtseva  | -                            | -                          | n/a                           | n/a                         |

Sous le résultat, la partenaire ; à droite, l’ultime équipe adverse.

### En double mixte
| Année | Open d'Australie (janvier),  | Open d'Australie (janvier), | Internationaux de France     | Internationaux de France    | Wimbledon                    | Wimbledon                  | US Open                       | US Open                    | Open d'Australie (décembre), | Open d'Australie (décembre), |
| ----- | ---------------------------- | --------------------------- | ---------------------------- | --------------------------- | ---------------------------- | -------------------------- | ----------------------------- | -------------------------- | ---------------------------- | ---------------------------- |
| 1983  | n/a                          | n/a                         | 2e tour (1/16) Peter Smylie  | Anne Minter Laurie Warder   | -                            | -                          | Victoire J. Fitzgerald        | B. Potter Ferdi Taygan     | n/a                          | n/a                          |
| 1984  | n/a                          | n/a                         | 1/4 de finale S. Stewart     | Anne Smith Dick Stockton    | 1/2 finale S. Stewart        | W. Turnbull John Lloyd     | Finale J. Fitzgerald          | M. Maleeva Tom Gullikson   | n/a                          | n/a                          |
| 1985  | n/a                          | n/a                         | -                            | -                           | Finale J. Fitzgerald         | Navrátilová Paul McNamee   | Finale J. Fitzgerald          | Navrátilová H. Günthardt   | n/a                          | n/a                          |
| 1986  | n/a                          | n/a                         | -                            | -                           | 1/4 de finale J. Fitzgerald  | Bettina Bunge E. Sánchez   | 1/2 finale J. Fitzgerald      | Navrátilová Peter Fleming  | n/a                          | n/a                          |
| 1987  | 2e tour (1/8) J. Fitzgerald  | M. Jaggard Shane Barr       | 1er tour (1/32) Tony Roche   | Nicole Provis Darren Cahill | 1/4 de finale J. Fitzgerald  | R. Fairbank Danie Visser   | 2e tour (1/8) J. Fitzgerald   | Jenny Byrne Kim Warwick    | n/a                          | n/a                          |
| 1988  | 1/4 de finale J. Fitzgerald  | Van der Torre Marty Davis   | -                            | -                           | 1/2 finale J. Fitzgerald     | Zina Garrison S. Stewart   | Finale P. McEnroe             | Jana Novotná Jim Pugh      | n/a                          | n/a                          |
| 1989  | 1/4 de finale J. Fitzgerald  | Elise Burgin Peter Doohan   | -                            | -                           | 2e tour (1/16) J. Fitzgerald | Van Rensburg Royce Deppe   | 2e tour (1/8) J. Fitzgerald   | J. Thompson Brad Drewett   | n/a                          | n/a                          |
| 1990  | 1/2 finale J. Fitzgerald     | Zina Garrison Rick Leach    | 3e tour (1/8) Tomáš Šmíd     | Mary Pierce C. Campbell     | Finale J. Fitzgerald         | Zina Garrison Rick Leach   | Victoire T. Woodbridge        | N. Zvereva Jim Pugh        | n/a                          | n/a                          |
| 1991  | 1/2 finale J. Fitzgerald     | Robin White Scott Davis     | -                            | -                           | Victoire J. Fitzgerald       | N. Zvereva Jim Pugh        | 2e tour (1/8) J. Fitzgerald   | Elna Reinach van Rensburg  | n/a                          | n/a                          |
| 1992  | -                            | -                           | -                            | -                           | 2e tour (1/16) J. Fitzgerald | N. Zvereva Jim Pugh        | 1er tour (1/16) J. Fitzgerald | G. Helgeson T. Kronemann   | n/a                          | n/a                          |
| 1993  | 1/4 de finale J. Fitzgerald  | N. Zvereva Kelly Jones      | 1/2 finale J. Fitzgerald     | Elna Reinach Danie Visser   | 3e tour (1/8) J. Fitzgerald  | Jo Durie Jeremy Bates      | 2e tour (1/8) J. Fitzgerald   | Hetherington G. Michibata  | n/a                          | n/a                          |
| 1994  | 2e tour (1/8) J. Fitzgerald  | A. Sánchez E. Sánchez       | 2e tour (1/16) J. Fitzgerald | A. Sánchez Sergio Casal     | 1/4 de finale J. Fitzgerald  | L. Davenport Grant Connell | 1er tour (1/16) J. Fitzgerald | R. McQuillan D. Macpherson | n/a                          | n/a                          |
| 1996  | 1er tour (1/16) Scott Draper | M. McGrath Matt Lucena      | -                            | -                           | 3e tour (1/8) Scott Draper   | Nicole Arendt Luke Jensen  | 1er tour (1/16) Ken Flach     | L. Neiland M. Woodforde    | n/a                          | n/a                          |
| 1997  | 1er tour (1/16) Scott Draper | Helena Suková Cyril Suk     | -                            | -                           | -                            | -                          | -                             | -                          | n/a                          | n/a                          |

Sous le résultat, le partenaire ; à droite, l’ultime équipe adverse.

## Parcours aux Masters

### En double dames
| # | Date       | Nom de l'édition                      | ($)       | Surface         | Résultat      | Partenaire     | Ultimes adversaires                | Score         |          |
| - | ---------- | ------------------------------------- | --------- | --------------- | ------------- | -------------- | ---------------------------------- | ------------- | -------- |
| 1 | 17/03/1986 | Virginia Slims Championships New York | 500 000   | Moquette (int.) | 1/4 de finale | Kathy Jordan   | Svetlana Cherneva Larisa Savchenko | 7-5, 2-6, 6-2 | Parcours |
| 2 | 13/11/1989 | Virginia Slims Championships New York | 1 000 000 | Moquette (int.) | 1/2 finale    | Wendy Turnbull | Martina Navrátilová Pam Shriver    | 6-1, 6-1      | Parcours |
| 3 | 12/11/1990 | Virginia Slims Championships New York | 3 000 000 | Moquette (int.) | Victoire      | Kathy Jordan   | Mercedes Paz Arantxa Sánchez       | 7-6, 6-4      | Parcours |
| 4 | 18/11/1991 | Virginia Slims Championships New York | 3 000 000 | Moquette (int.) | 1/4 de finale | Nicole Provis  | Gigi Fernández Jana Novotná        | 6-3, 6-4      | Parcours |
| 5 | 15/11/1993 | Virginia Slims Championships New York | 3 708 500 | Moquette (int.) | 1/2 finale    | Pam Shriver    | Gigi Fernández Natasha Zvereva     | 6-1, 6-2      | Parcours |
| 6 | 14/11/1994 | Virginia Slims Championships New York | 3 500 000 | Moquette (int.) | 1/4 de finale | Pam Shriver    | Gigi Fernández Natasha Zvereva     | 6-0, 6-4      | Parcours |
| 7 | 18/11/1996 | Chase Championships New York          | 2 000 000 | Moquette (int.) | 1/4 de finale | Linda Wild     | Gigi Fernández Natasha Zvereva     | 6-1, 6-2      | Parcours |

## Parcours aux Jeux olympiques

### En simple dames
| # | Date       | Nom de l'olympiade         | Surface    | Résultat        | Ultime adversaire | Score     |          |
| - | ---------- | -------------------------- | ---------- | --------------- | ----------------- | --------- | -------- |
| 1 | 20/09/1988 | Olympic Tennis Event Séoul | Dur (ext.) | 1er tour (1/32) | Raffaella Reggi   | 7-63, 6-0 | Parcours |

### En double dames
| # | Date       | Nom de l'olympiade         | Surface    | Résultat | Partenaire     | Ultimes adversaires              | Score   |          |
| - | ---------- | -------------------------- | ---------- | -------- | -------------- | -------------------------------- | ------- | -------- |
| 1 | 20/09/1988 | Olympic Tennis Event Séoul | Dur (ext.) | Bronze   | Wendy Turnbull | Steffi Graf Claudia Kohde-Kilsch | Partage | Parcours |

## Parcours en Coupe de la Fédération
| #                                                                                | Date       | Lieu       | Surface                         | Gagnante(s)                       | Perdante(s)                          | Score         |          |
|                                                                                  |            |            |                                 |                                   |                                      |               |          |
| 1984 - 1er tour (groupe mondial) - Argentine - Australie - 0 : 3                 |            |            |                                 |                                   |                                      |               |          |
| 1                                                                                | 16/07/1984 | São Paulo  | Terre (ext.)                    | Elizabeth Sayers                  | Ivanna Madruga-Osses                 | 4-6, 7-5, 6-4 | Parcours |
|                                                                                  |            |            |                                 |                                   |                                      |               |          |
| 1984 - 2e tour (groupe mondial) - Belgique - Australie - 0 : 3                   |            |            |                                 |                                   |                                      |               |          |
| 2                                                                                | 16/07/1984 | São Paulo  | Terre (ext.)                    | Elizabeth Sayers                  | Nicole Mabille                       | 4-6, 6-4, 6-1 | Parcours |
|                                                                                  |            |            |                                 |                                   |                                      |               |          |
| 1984 - 1/4 de finale (groupe mondial) - Allemagne de l'Ouest - Australie - 1 : 2 |            |            |                                 |                                   |                                      |               |          |
| 3                                                                                | 16/07/1984 | São Paulo  | Terre (ext.)                    | Sylvia Hanika                     | Elizabeth Sayers                     | 6-4, 6-1      | Parcours |
| 3                                                                                | 16/07/1984 | São Paulo  | Terre (ext.)                    | Elizabeth Sayers Wendy Turnbull   | Sylvia Hanika Petra Keppeler         | 6-1, 6-1      | Parcours |
|                                                                                  |            |            |                                 |                                   |                                      |               |          |
| 1984 - 1/2 finale (groupe mondial) - États-Unis - Australie - 1 : 2              |            |            |                                 |                                   |                                      |               |          |
| 4                                                                                | 16/07/1984 | São Paulo  | Terre (ext.)                    | Elizabeth Sayers Wendy Turnbull   | Kathy Jordan Anne Smith              | 7-6, 6-4      | Parcours |
|                                                                                  |            |            |                                 |                                   |                                      |               |          |
| 1984 - Finale (groupe mondial) - Australie - Tchécoslovaquie - 1 : 2             |            |            |                                 |                                   |                                      |               |          |
| 5                                                                                | 15/07/1984 | São Paulo  | Terre (ext.)                    | Hana Mandlíková                   | Elizabeth Sayers                     | 6-1, 6-0      | Parcours |
| 5                                                                                | 15/07/1984 | São Paulo  | Terre (ext.)                    | Hana Mandlíková Helena Suková     | Elizabeth Sayers Wendy Turnbull      | 6-2, 6-2      | Parcours |
|                                                                                  |            |            |                                 |                                   |                                      |               |          |
| 1985 - 1er tour (groupe mondial) - Danemark - Australie - 0 : 3                  |            |            |                                 |                                   |                                      |               |          |
| 6                                                                                | 08/10/1985 | Nagoya     | Dur (ext.)                      | Elizabeth Smylie Wendy Turnbull   | Anne Moller Tine Scheuer-Larsen      | 6-3, 6-3      | Parcours |
|                                                                                  |            |            |                                 |                                   |                                      |               |          |
| 1985 - 1/2 finale (groupe mondial) - Australie - États-Unis - 1 : 2              |            |            |                                 |                                   |                                      |               |          |
| 7                                                                                | 08/10/1985 | Nagoya     | Dur (ext.)                      | Elise Burgin Kathy Jordan         | Elizabeth Smylie Wendy Turnbull      | 0-6, 6-1, 6-4 | Parcours |
|                                                                                  |            |            |                                 |                                   |                                      |               |          |
| 1986 - 1er tour (groupe mondial) - Hongrie - Australie - 1 : 2                   |            |            |                                 |                                   |                                      |               |          |
| 8                                                                                | 22/07/1986 | Prague     | Terre (ext.)                    | Elizabeth Smylie Wendy Turnbull   | Csilla Bartos Andrea Temesvári       | 5-7, 6-4, 6-0 | Parcours |
|                                                                                  |            |            |                                 |                                   |                                      |               |          |
| 1986 - 2e tour (groupe mondial) - Danemark - Australie - 1 : 2                   |            |            |                                 |                                   |                                      |               |          |
| 9                                                                                | 22/07/1986 | Prague     | Terre (ext.)                    | Tine Scheuer-Larsen               | Elizabeth Smylie                     | 6-1, 6-0      | Parcours |
| 9                                                                                | 22/07/1986 | Prague     | Terre (ext.)                    | Elizabeth Smylie Wendy Turnbull   | Anne Moller Tine Scheuer-Larsen      | 6-2, 5-7, 6-1 | Parcours |
|                                                                                  |            |            |                                 |                                   |                                      |               |          |
| 1986 - 1/4 de finale (groupe mondial) - Tchécoslovaquie - Australie - 3 : 0      |            |            |                                 |                                   |                                      |               |          |
| 10                                                                               | 22/07/1986 | Prague     | Terre (ext.)                    | Andrea Holíková Regina Maršíková  | Elizabeth Smylie Janine Thompson     | 6-4, 6-3      | Parcours |
|                                                                                  |            |            |                                 |                                   |                                      |               |          |
| 1987 - 1er tour (groupe mondial) - Danemark - Australie - 0 : 3                  |            |            |                                 |                                   |                                      |               |          |
| 11                                                                               | 28/07/1987 | Vancouver  |                                 | Elizabeth Smylie                  | Tine Scheuer-Larsen                  | 5-7, 6-4, 6-0 | Parcours |
|                                                                                  |            |            |                                 |                                   |                                      |               |          |
| 1987 - 2e tour (groupe mondial) - Espagne - Australie - 1 : 2                    |            |            |                                 |                                   |                                      |               |          |
| 12                                                                               | 28/07/1987 | Vancouver  |                                 | Elizabeth Smylie                  | Arantxa Sánchez                      | 6-1, 4-6, 6-1 | Parcours |
| 12                                                                               | 28/07/1987 | Vancouver  | Elizabeth Smylie Wendy Turnbull | María José Llorca Arantxa Sánchez | 6-1, 6-2                             |               | Parcours |
|                                                                                  |            |            |                                 |                                   |                                      |               |          |
| 1987 - 1/4 de finale (groupe mondial) - Bulgarie - Australie - 2 : 0             |            |            |                                 |                                   |                                      |               |          |
| 13                                                                               | 28/07/1987 | Vancouver  |                                 | Manuela Maleeva                   | Elizabeth Smylie                     | 6-4, 6-4      | Parcours |
|                                                                                  |            |            |                                 |                                   |                                      |               |          |
| 1988 - 1er tour (groupe mondial) - Australie - Israël - 3 : 0                    |            |            |                                 |                                   |                                      |               |          |
| 14                                                                               | 05/12/1988 | Melbourne  |                                 | Elizabeth Smylie Wendy Turnbull   | Ilana Berger Hagit Ohayon            | 6-2, 6-1      | Parcours |
|                                                                                  |            |            |                                 |                                   |                                      |               |          |
| 1988 - 2e tour (groupe mondial) - Australie - Italie - 3 : 0                     |            |            |                                 |                                   |                                      |               |          |
| 15                                                                               | 05/12/1988 | Melbourne  |                                 | Elizabeth Smylie Wendy Turnbull   | Cathy Caverzasio Laura Garrone       | 6-4, 6-2      | Parcours |
|                                                                                  |            |            |                                 |                                   |                                      |               |          |
| 1988 - 1/4 de finale (groupe mondial) - Australie - Allemagne de l'Ouest - 1 : 2 |            |            |                                 |                                   |                                      |               |          |
| 16                                                                               | 05/12/1988 | Melbourne  |                                 | Elizabeth Smylie Wendy Turnbull   | Sylvia Hanika Claudia Kohde-Kilsch   | 2-6, 6-0, 6-2 | Parcours |
|                                                                                  |            |            |                                 |                                   |                                      |               |          |
| 1989 - 1er tour (groupe mondial) - Chine - Australie - 0 : 3                     |            |            |                                 |                                   |                                      |               |          |
| 17                                                                               | 03/10/1989 | Tokyo      | Dur (ext.)                      | Elizabeth Smylie                  | Tang Min                             | 6-2, 6-1      | Parcours |
|                                                                                  |            |            |                                 |                                   |                                      |               |          |
| 1989 - 2e tour (groupe mondial) - Nouvelle-Zélande - Australie - 0 : 3           |            |            |                                 |                                   |                                      |               |          |
| 18                                                                               | 03/10/1989 | Tokyo      | Dur (ext.)                      | Elizabeth Smylie                  | Claudine Toleafoa                    | 6-1, 6-3      | Parcours |
|                                                                                  |            |            |                                 |                                   |                                      |               |          |
| 1989 - 1/4 de finale (groupe mondial) - Australie - Bulgarie - 2 : 1             |            |            |                                 |                                   |                                      |               |          |
| 19                                                                               | 03/10/1989 | Tokyo      | Dur (ext.)                      | Katerina Maleeva                  | Elizabeth Smylie                     | 6-2, 6-1      | Parcours |
| 19                                                                               | 03/10/1989 | Tokyo      | Dur (ext.)                      | Elizabeth Smylie Janine Thompson  | Katerina Maleeva Manuela Maleeva     | 5-7, 6-4, 6-0 | Parcours |
|                                                                                  |            |            |                                 |                                   |                                      |               |          |
| 1989 - 1/2 finale (groupe mondial) - Australie - Espagne - 0 : 2                 |            |            |                                 |                                   |                                      |               |          |
| 20                                                                               | 03/10/1989 | Tokyo      | Dur (ext.)                      | Conchita Martínez                 | Elizabeth Smylie                     | 6-3, 6-2      | Parcours |
|                                                                                  |            |            |                                 |                                   |                                      |               |          |
| 1990 - 1er tour (groupe mondial) - Australie - Indonésie - 2 : 0                 |            |            |                                 |                                   |                                      |               |          |
| 21                                                                               | 23/07/1990 | Atlanta    | Dur (ext.)                      | Elizabeth Smylie                  | Suzanna Wibowo                       | 5-7, 6-4, 6-0 | Parcours |
|                                                                                  |            |            |                                 |                                   |                                      |               |          |
| 1990 - 2e tour (groupe mondial) - Australie - Tchécoslovaquie - 1 : 2            |            |            |                                 |                                   |                                      |               |          |
| 22                                                                               | 23/07/1990 | Atlanta    | Dur (ext.)                      | Regina Kordová                    | Elizabeth Smylie                     | 6-4, 6-4      | Parcours |
|                                                                                  |            |            |                                 |                                   |                                      |               |          |
| 1991 - 1er tour (groupe mondial) - Australie - Japon - 2 : 1                     |            |            |                                 |                                   |                                      |               |          |
| 23                                                                               | 22/07/1991 | Nottingham |                                 | Nicole Provis Elizabeth Smylie    | Kimiko Date Maya Kidowaki            | 6-3, 6-3      | Parcours |
|                                                                                  |            |            |                                 |                                   |                                      |               |          |
| 1991 - 2e tour (groupe mondial) - Espagne - Australie - 3 : 0                    |            |            |                                 |                                   |                                      |               |          |
| 24                                                                               | 24/07/1991 | Nottingham |                                 | Conchita Martínez Arantxa Sánchez | Kristin Godridge Elizabeth Smylie    | 6-3, 6-4      | Parcours |
|                                                                                  |            |            |                                 |                                   |                                      |               |          |
| 1993 - 1er tour (groupe mondial) - Allemagne - Australie - 1 : 2                 |            |            |                                 |                                   |                                      |               |          |
| 25                                                                               | 20/07/1993 | Francfort  | Terre (ext.)                    | Anke Huber                        | Elizabeth Smylie                     | 6-1, 6-2      | Parcours |
| 25                                                                               | 20/07/1993 | Francfort  | Terre (ext.)                    | Elizabeth Smylie Rennae Stubbs    | Anke Huber Barbara Rittner           | 5-7, 6-4, 6-3 | Parcours |
|                                                                                  |            |            |                                 |                                   |                                      |               |          |
| 1993 - 2e tour (groupe mondial) - Danemark - Australie - 0 : 3                   |            |            |                                 |                                   |                                      |               |          |
| 26                                                                               | 21/07/1993 | Francfort  | Terre (ext.)                    | Elizabeth Smylie Rennae Stubbs    | Karin Ptaszek Tine Scheuer-Larsen    | 6-0, 6-1      | Parcours |
|                                                                                  |            |            |                                 |                                   |                                      |               |          |
| 1993 - 1/4 de finale (groupe mondial) - Finlande - Australie - 0 : 3             |            |            |                                 |                                   |                                      |               |          |
| 27                                                                               | 22/07/1993 | Francfort  | Terre (ext.)                    | Elizabeth Smylie Rennae Stubbs    | Linda Jansson Katrina Saarinen       | 6-4, 6-0      | Parcours |
|                                                                                  |            |            |                                 |                                   |                                      |               |          |
| 1993 - 1/2 finale (groupe mondial) - Argentine - Australie - 1 : 2               |            |            |                                 |                                   |                                      |               |          |
| 28                                                                               | 24/07/1993 | Francfort  | Terre (ext.)                    | Elizabeth Smylie Rennae Stubbs    | Inés Gorrochategui Patricia Tarabini | 4-6, 6-2, 6-3 | Parcours |
|                                                                                  |            |            |                                 |                                   |                                      |               |          |
| 1993 - Finale (groupe mondial) - Espagne - Australie - 3 : 0                     |            |            |                                 |                                   |                                      |               |          |
| 29                                                                               | 19/07/1993 | Francfort  | Terre (ext.)                    | Conchita Martínez Arantxa Sánchez | Elizabeth Smylie Rennae Stubbs       | 3-6, 6-1, 6-3 | Parcours |
|                                                                                  |            |            |                                 |                                   |                                      |               |          |
| 1994 - 1er tour (groupe mondial) - Lettonie - Australie - 1 : 2                  |            |            |                                 |                                   |                                      |               |          |
| 30                                                                               | 19/07/1994 | Francfort  | Terre (ext.)                    | Elizabeth Smylie Rennae Stubbs    | Agnese Blumberga Larisa Neiland      | 6-3, 6-3      | Parcours |
|                                                                                  |            |            |                                 |                                   |                                      |               |          |
| 1994 - 2e tour (groupe mondial) - Autriche - Australie - 2 : 1                   |            |            |                                 |                                   |                                      |               |          |
| 31                                                                               | 21/07/1994 | Francfort  | Terre (ext.)                    | Elizabeth Smylie Rennae Stubbs    | Sylvia Plischke Barbara Schett       | 6-2, 6-3      | Parcours |

## Classements WTA en fin de saison

### En simple
| Année | 1983 | 1984 | 1985 | 1986 | 1987 | 1988 | 1989 | 1990 | 1991 | 1992 | 1993 | 1994 |
| Rang  | 104  | 36   | 43   | 114  | 27   | 154  | 66   | 53   | 115  | 336  | 119  | 194  |

Source : (en) « Classements de Elizabeth Sayers », sur le site officiel du WTA Tour

### En double
| Année | 1986 | 1987 | 1988 | 1989 | 1990 | 1991 | 1992 | 1993 | 1994 |
| Rang  | 8    | 8    | 20   | 12   | 10   | 14   | 54   | 9    | 13   |

Source : (en) « Classements de Elizabeth Sayers », sur le site officiel du WTA Tour